# 董政國

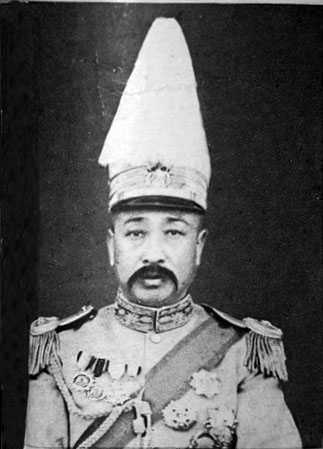

董政国（?—1947年5月20日）字赞熏，青岛即墨人。清朝及中华民国军事将领。道教信徒。

## 生平

### 军事生涯
董政国毕业于保定陆军速成学堂。后曾任清朝陆军第三镇歩十二标第二营管带官。
中华民国成立后，在陆军第三镇改为陆军第三师后，1918年2月6日，他任陆军第三师步兵第六旅第十二团团长（同时被任命的有步兵第六旅旅长张福来、步兵第十一团团长陈清沅）。1919年8月22日，他被任命为陆军第三师步兵第五旅旅长（同时被任命的有步兵第十二团团长郭敬臣，以接替董政国）。此后他任直隶第二补充旅旅长。1920年10月，他被任命为陆军第十三混成旅旅长（同时被任命的有陆军第十二混成旅旅长王用中，陆军第十四混成旅旅长彭寿莘，陆军第十五混成旅旅长孙岳）。1923年11月15日，他被将军府授予“敷威将军”。1924年3月，董政国被任命为陆军第九师师长。第二次直奉战争中，他任討奉第一軍副司令兼第三路司令。1924年，奉军对直军防线发起攻击，直军董政国部和奉军张宗昌部在玉麟山打了七八个昼夜，最后张宗昌部因获得了直军方面军事地图而取胜。1925年，他在反奉战争中加入吴佩孚的十四省讨贼联军。1927年，他被北伐军击败，此后离开军政界，寓居天津租界。

### 寓居天津
在天津，他曾任天津山东同乡会董事，并且被推为会长。
1942年华北道教总会成立，天津特别市道教会更名为华北道教总会天津分会，董政国任会长，陈省铭、张修华任副会长。 
1942年3月，王慕沂、张英华、袁文会、白云生等一百余人发起成立天津安清道义总会。王慕沂任会长，张逊之、袁文会任副会长并主持会务，王大同为顾问。该会是日本人支持的帮会组织。董政国参加了该会。
1945年底，军统天津站第一个外围帮会组织天津青年共济社成立。帮会首领张逊之任理事长、原天津安清道义总会骨干魏子文、王金标、董政国等人分任理事和监事，军统天津站站长兼天津警备司令部稽查处处长陈仙洲任顾问并控制该组织。
1946 年3月，华北道教总会天津市分会整理委员会成立，董政国等7人任委员。
1947年5月20日，董政国在天津因病逝世。

## 家庭
- 妻子：孫慶勛
- 長子：董紹周
- 长女：董玉贞，1947年10月25日被已经分居的丈夫李宝杀害，并被肢解，装入箱子，酿成轰动天津的“箱尸奇案”。[2]
  - 女婿：李宝旿，字允之，天津中天电机厂副经理。他另外还娶了姨太太施美丽，此后和董玉贞签署了分居协议。[2]
- 次女：董玉芝[2]，曹錕兒媳。